# Nieder-Olm
Nieder-Olm este un oraș din landul Renania-Palatinat, Germania.